# Computer-aided office
CAO (von engl. computer-aided office) steht für computerunterstützte Verwaltung und ist ein Teil des Computer Integrated Manufacturing.

## Aufgaben
- Elektronischer Datenaustausch mit Zulieferer und Kunden. Z. B. Kunde bestellt Online → Ihm wird automatisch eine Bestätigung an seine E-Mail-Adresse geschickt → Lieferschein und Rechnung wird für die weitere Bearbeitung gedruckt.
- Automatische Erstellung von Rechnungen. Z.B. In einem Betrieb wird der Versand von Waren elektronisch erfasst. Das System erstellt und versendet automatisch nach dieser elektronischen Rückmeldung – eventuell unter Berücksichtigung von Valuta und anderen Kundenwünschen – die Rechnung.
- Auswertung von Kostenveränderungen.
- Bearbeitung spezieller Kundenwünsche. Z. B. Änderungen am Produkt.

Um die erwähnten Aufgaben erfüllen zu können, muss die computergestützte Verwaltung (CAO) mit den einzelnen Bereichen der computergestützten Produktion (CIM) zusammenarbeiten.